# 7-я воздушная эскадрилья (Польша)

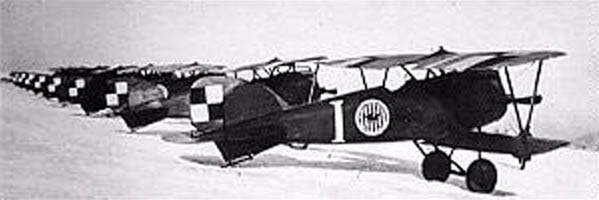
Истребители Albatros D.III серии 253 эскадрильи на аэродроме Левандовка зимой 1919—1920 гг.; самолёт, отмеченный большим знаком I, пилотировал командир эскадрильи Седрик Фаунтлерой

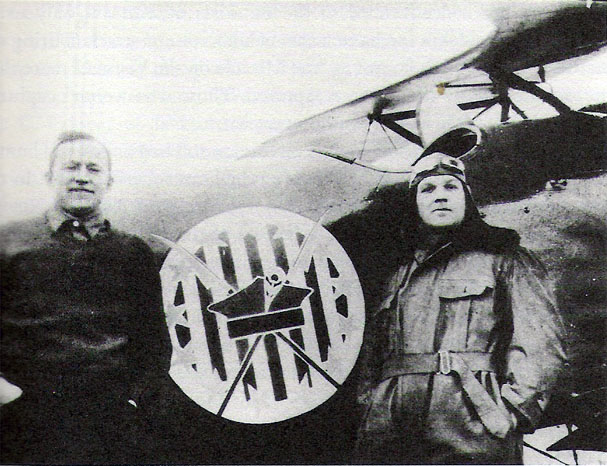
Американские добровольцы Мериан К. Купер и Седрик Фаунтлерой в составе ВВС Польши

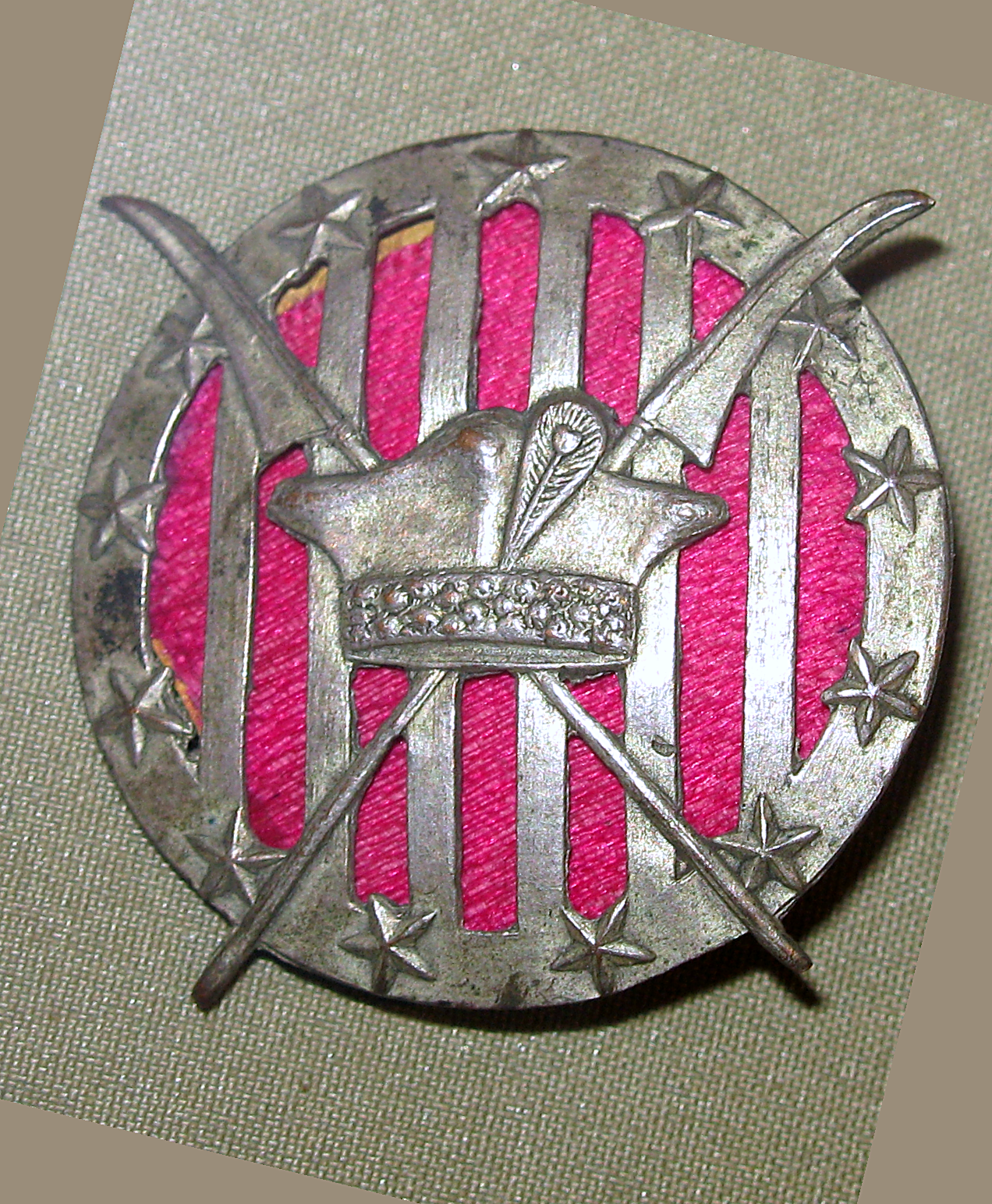
Эмблема 7-й польской воздушной эскадрильи

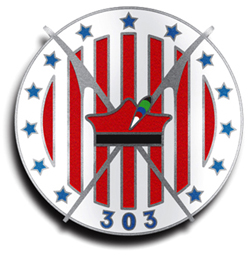
Знаки различия 303-й польской эскадрильи во время Второй мировой войны были идентичны знакам эскадрильи Костюшко. К эмблеме эскадрильи Костюшко была добавлена цифра «303»

Польская 7-я воздушная эскадрилья (пол. 7. Eskadra Lotnicza), более известная как эскадрилья Костюшко, — одна из частей польских ВВС во время польско-советской войны 1919—1921 годов. Сформирована в конце 1918 года; в конце 1919 года была пополнена добровольцами из США.

## Операции
Была сформирована после восстановления независимости Польши, 7 ноября 1918 года в Кракове, как 3-я воздушная эскадрилья, используя в основном бомбардировщики и разведывательные самолёты, оставленные австро-венгерскими войсками. 25 ноября 1918 года была переведена во Львов, где до июня 1919 года принимала активное участие в боях Польско-украинской войны. 21 декабря 1918 года название было изменено на 7-ю воздушную эскадрилью. Командир — Ежи Борейша, с апреля 1919 года — Штефан Штек. Среди пилотов был лётчик-ас Первой мировой войны
Мечислав Гарстка и выпускник Гарварда
Эдмунд Пайк Грейвс. Количество самолётов было переменным, в мае 1919 было 3 истребителя Fokker D.VIII (EV) и 3 разведывательных Hansa-Brandenburg CI и 1 LVG CV. В июне 1919 г. эскадрилья была преобразована в истребительную часть, затем в сентябре выведена в резерв. В октябре 1919 года командиром был назначен Людомил Райский.
В конце 1919 года Польшу из Франции прибыли восемь американских добровольцев, в том числе майор Седрик Фаунтлерой и капитан Мериан К. Купер. В сентябре 1919 года они были официально названы «эскадрильей Костюшко» (в честь польско-американского героя Тадеуша Костюшко) во главе с майором Фаунтлероем. Достигнув Польши, бойцы эскадрильи Костюшко присоединились к 7-й эскадрилье. В последующие недели прибыли и другие пилоты из США — всего 21 американский пилот, а также несколько польских пилотов, в том числе, Людвик Идзиковски. Наземная служба полностью состояла из поляков. В ноябре 1919 года командование принял майор Фаунтлерой, а 31 декабря 1919 года эскадрилья получила название «Эскадрилья Костюшко». Несмотря на то, что большинство добровольцев просили, чтобы их как можно скорее отправили на передовую, польское высшее командование отложило их развёртывание до начала предстоящего польского наступления.
Эскадрилья Костюшко была первой авиационной эскадрильей, которая использовала железнодорожный поезд в качестве мобильной базы со специально разработанными вагонами, которые могли перевозить самолёты по мере движения фронта. В состав эшелона входил штаб эскадрильи, мастерские, склад запчастей и жилые помещения.
Эскадрилья Костюшко впервые была использована в Киевском наступлении в апреле 1920 года, перебазировавшись из Львова в Полонное. На вооружении были истребители Albatros D.III и Ansaldo A.1 Balilla. Поскольку воздушных столкновений не было, основными задачами стали разведка и атаки наземных целей. Большая часть действий эскадрильи была направлена против 1-й Конной армии Семёна Будённого. Для этой цели была разработана тактика пулемётных обстрелов с малой высоты. Польские сухопутные командиры высоко оценили вклад эскадрильи Костюшко. Генерал Пучукский из 13-й пехотной дивизии писал в донесении: «Американские лётчики, хотя и изнурённые, сражаются упорно. Во время последнего наступления их командир атаковал вражеские соединения с тыла, обрушивая на их головы пулемётный огонь. Без помощи американских пилотов с нами давно было бы покончено».
Мериан Купер (Купер, Мериан) был сбит, но выжил. Будённый предложил награду в полмиллиона рублей за голову капитана Купера, но когда Купера поймали казаки, ему удалось убедить их, что он ефрейтор. Через несколько месяцев он бежал из подмосковного лагеря для военнопленных в Латвию.
В августе 1920 года эскадрилья Костюшко принимала участие в обороне Львова, а после Варшавской битвы участвовала в Комаровском сражении, в котором кавалерия Будённого потерпела тяжёлое поражение. 16 и 17 августа эскадрилья в составе пяти пилотов, выполняла по 18 штурмовых вылетов в день.
В 1925 году эскадрилья была реорганизована в 121-ю истребительную эскадрилью, впоследствии переименованную в 111-ю польскую истребительную эскадрилью, сохраняя при этом эпоним «Костюшко». В 1939 году 111-я эскадрилья участвовала в обороне Польши от немецкого вторжения. Возможно, самым известным преемником эскадрильи Костюшко стала 303-я польская истребительная эскадрилья «Костюшко» времён Второй мировой войны (Warszawski im. Tadeusza Kościuszki), самая успешная истребительная эскадрилья в битве за Британию .

## Статистика
В 1920 году эскадрилья Костюшко совершила более 400 боевых вылетов.
Полковник Седрик Фаунтлерой и подполковник Мериан Купер получили высшую военную награду Польши Virtuti Militari. Среди других награждённых пилотов эскадрильи были майор Джордж М. Кроуфорд, капитан Эдвард К. Корси, капитан Владислав Конопка, 1-й лейтенант Эллиот В. Чесс, первый лейтенант Карл Х. Кларк, 1-й лейтенант Э. Х. Ноубл, 1-й лейтенант Х. К. Рорисон, 1-й лейтенант К. О. Шрусбери, 1-й лейтенант Ежи А. Вебер и 2-й лейтенант А. Сенковски.